# Inger Svensson
Inger Kristina Svensson, född 24 juni 1945 i Räpplinge församling på Öland (Kalmar län), död 17 maj 1996 i Johannes församling i Stockholm, var en svensk präst.
Efter studentexamen i Kalmar fortsatte studierna i Lund 1964. Hon blev teologie kandidat 1969 och prästvigdes 21 december 1969 som den första kvinnliga prästen i Växjö stift av biskopen David Lindquist. Vigningen var planerad att ske i Växjö domkyrka, men domprosten Gustaf Adolf Danell vägrade upplåta denna på grund av sin inställning i kvinnoprästfrågan. Vigningen skedde därför istället i Kalmar domkyrka.
Hon fick missiv till Norra Möckleby församling. Hon flyttade senare under 1970-talet till Stockholm där hon fick en ny tjänst.
Tom Alandh har gjort en dokumentär om hennes liv som sändes i Sveriges Television 13 februari 2014.
Hon var dotter till prosten Einar Svensson och Ingrid, ogift Svensson.